# Klášter milosrdných bratří (Letovice)
Klášter milosrdných bratří s kostelem sv. Václava v Letovicích je barokní stavba z 2. poloviny 18. století. V areálu sídlí Nemocnice Letovice.

## Historie

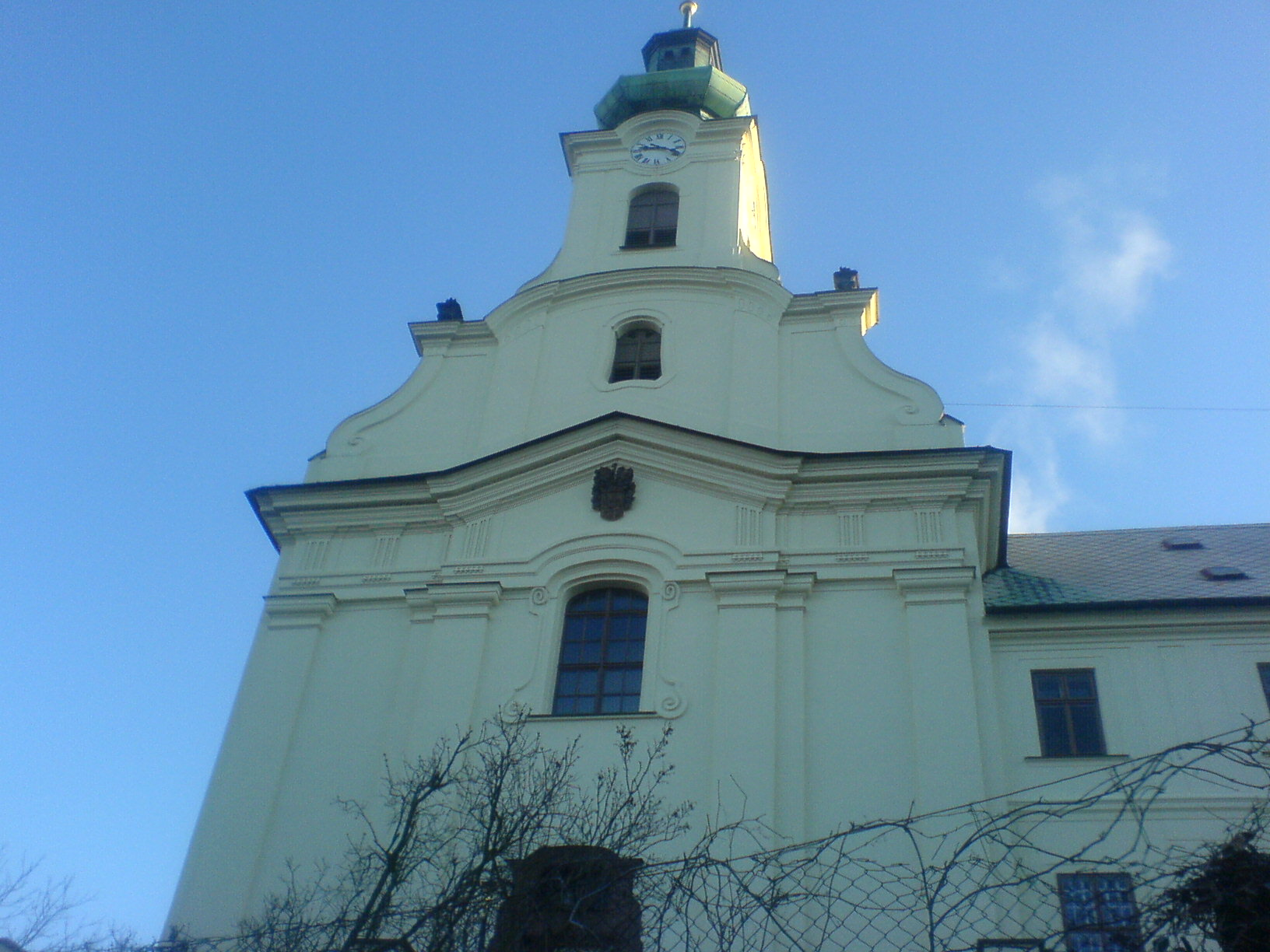
Klášterní kostel sv. Václava

Stavba kláštera milosrdných bratří byla financována z úroků 24 000 zlatých, které na stavbu věnoval někdejší majitel letovického panství, nejvyšší dvorní kancléř, Jindřich Kajetán Blümegen. Ten také dodal veškerý stavební materiál. Klášter byl zbudován pro šest bratří a pro šest nemocných.
Pod kostelem se nalézá klášterní krypta s ostatky zakladatele kláštera, členů řádu a hraběcího rodu Kálnoky. Na památku členů řádu, již zemřeli po roce 1948, je za oltářem v kryptě umístěna pamětní deska. Stavbu v barokním slohu řídil řeholní bratr Longinus Traub z Vídně. V klášteře se nacházejí barokní lékárny s původním vybavením a bohatou freskovou výzdobou. Klášterní kostel je bohatě vyzdoben četnými malbami od letovického malíře Jana Daňka z roku 1930, který je vhodně skloubil s výzdobou hlavního a bočních oltářů z let 1820. U oltáře Panny Marie je obraz kojící Madony. Je zde také netradiční křížová cesta od brněnského řezbáře Jiřího Netíka. V roce 1949 byl klášter, polnosti i lékárna na Masarykově náměstí v Letovicích řádu odebrány. Po roce 1989 se řád milosrdných bratří vrátil a zřídil v Letovicích noviciát řádu. Proběhla také renovace kláštera i s kostelem.
Od roku 2003 je zřizovatelem letovické nemocnice Jihomoravský kraj. Milosrdní bratři působili v Letovicích do roku 2017, kdy odešli. V majetku jim zůstal kostel, zatímco komplex nemocnice a bývalého kláštera získal kraj.
- 26. dubna 1751 – započata stavba kláštera
- 24. července 1751 položen a posvěcen základní kámen
- 1763–1765 – vybudována zeď kolem kláštera a klášterní zahrady
- 28. listopadu 1773 – dokončena stavba klášterního kostela
- 1774 – zřízen a posvěcen nemocniční hřbitov
- 1777 – dokončena krypta
- 1779-1780 – dodány kostelní lavice
- 30. května 1781 – zemřel stavitel Longinus Traub z Vídně
- 1784 – dokončena stavba kláštera
- 1809–1811 – vybudován vodovod
- 1820 – zhotovena výzdoba hlavního a bočních oltářů
- 1821 – kompletní obnova klášterní školy
- 1833 – do věže byly umístěny hodiny
- 1835 – zrušen nemocniční hřbitov
- 1885 – oprava klášterní hrobky
- 1895 – zavěšeny tři nové zvony
- 1917 – František Čapek postavil v klášterním kostele nové varhany
- 1928 – navýšení nemocničního traktu o druhé patro za 561 000 Kčs
- 1929 – za 25 000 Kčs zakoupeny tři nové zvony
- 1930
  - rekonstrukce vodovodu za 30 000 Kčs
  - malíř Jan Daněk vymaloval klášterní kostel
  - položena šamotová dlažba v klášterním kostele
- 1932 – navýšení průčelí kláštera o druhé patro za 150 000 Kčs
- 29. srpna 1932 – do věže uhodil blesk. Poškodil hrot věže, hodiny a ozdoby na varhanách
- 1933
  - oprava věže
  - zakoupen dům č. 208 na Masarykově náměstí. Byla v něm zřízena lékárna.
- 1949 – odebrán klášter, polnosti a lékárna na Masarykově náměstí v Letovicích řádu milosrdných bratří
- 1997 – brněnský řezbář Jiří Netík zhotovil křížovou cestu

## Zvony
Původně byly ve věži klášterního kostela dva zvony, o kterých nejsou žádné podrobnosti. V roce 1895 byly pořízeny tři nové zvony:
1. průměr 64 cm, reliéf sv. Václava a sv. Jana z Boha, nápis Gewidmet von Johann Roscht +1895
2. průměr 55 cm, reliéf sv. Barbory s sv. Jana Nepomuckého
3. průměr 44 cm, reliéf sv. Trojice

První dva zvony byly za 1. sv. války zabaveny. Třetí zůstal ve věži až do roku 1929, kdy byl prodán. Peníze z jeho prodeje se přidaly k milodarům farníků a posloužily k nákupu tří nových zvonů, jež byly svým laděním přizpůsobeny zvonům kostela sv. Prokopa. Byly to zvony:
1. Sv. Václav, reliéf sv. Václava s nápisem Sv. Václave, nedej zahynout nám ni budoucím. a P. Marie s nápisem Svatá Maria, oroduj za nás. Hmotnost 360 kg, průměr 83 cm, ladění d’ a výšku 73 cm.
2. Jan z Boha, reliéf sv. Jana z Boha a sv. Josefa. Hmotnost 260 kg, průměr 74, ladění c2 a výšku 65 cm.
3. Sv. Archanděl Rafael, reliéf anděla a sv. Jana Nepomuckého. Hmotnost 160 kg, průměr 66 cm, ladění d2 a výšku 56 cm.

Za druhé světové války Němci zvony zabavili a odvezli do Hamburku. Další zvony byly ulity v roce 1969. Jsou to:
1. Sv. Václav, hmotnost 332,4 kg, průměr 86 cm a laděn v a1+1
2. Jan z Boha, hmotnost 238, průměr 75 cm a laděn v c2−0,5
3. Sv. Archanděl Rafael, hmotnost 180kg, průměr 66,8 cm a laděn v d2+1

## Bohoslužby
| Kostel                 | Místo    | Bohoslužba (den)                    | Hodina      | Poznámka         |
| ---------------------- | -------- | ----------------------------------- | ----------- | ---------------- |
| kostel svatého Václava | Letovice | neděle pondělí úterý čtvrtek sobota | 10.30 18.00 | klášterní kostel |